# Francesco Niccolò Gonzaga
Francesco Nicola Gonzaga (26 dicembre 1731 – 4 settembre 1783) fu marchese e principe di Vescovato dal 1779 al 1783.

## Biografia
Francesco Nicola nacque da Francesco Ferrante Gonzaga, discendente della famiglia dei Gonzaga di Vescovato, ramo collaterale dei Gonzaga e da Giulia Isolani (?-1772) di Bologna.

## Discendenza
Francesco Nicola sposò nel 1756 Olimpia Scotti, figlia del marchese Fabio, di Piacenza ed ebbero cinque figli:
- Rosa Francesca (1760-1819), sposò Filippo Cocastelli, conte di Montiglio
- Francesco Luigi (1763-1832), suo successore
- Francesco Carlo (1766-1834)
- Aurelia (1767-?), sposò Gaetano Visconti
- Fabio Maria (1773-1848), sposò Caterina Agosti

## Ascendenza
|                            |   |                  | Genitori |  |  | Nonni |  |  | Bisnonni              |  |  | Trisnonni       |  |
|                            |   |                  |          |  |  |       |  |  | Gian Giordano Gonzaga |  |  | Niccolò Gonzaga |  |
|                            |   |                  |          |  |  |       |  |  | Gian Giordano Gonzaga |  |  | Niccolò Gonzaga |  |
|                            |   | Aurelia Trissino |          |  |  |       |  |  | Gian Giordano Gonzaga |  |  |                 |  |
| Carlo Giuseppe Gonzaga     |   |                  |          |  |  |       |  |  | Gian Giordano Gonzaga |  |  |                 |  |
|                            |   | Eleonora Manenti | …        |  |  |       |  |  |                       |  |  |                 |  |
|                            |   | Eleonora Manenti | …        |  |  |       |  |  |                       |  |  |                 |  |
|                            |   | Eleonora Manenti | …        |  |  |       |  |  |                       |  |  |                 |  |
| Francesco Ferrante Gonzaga |   | Eleonora Manenti |          |  |  |       |  |  |                       |  |  |                 |  |
|                            |   | …                | …        |  |  |       |  |  |                       |  |  |                 |  |
|                            |   | …                | …        |  |  |       |  |  |                       |  |  |                 |  |
|                            |   | …                | …        |  |  |       |  |  |                       |  |  |                 |  |
| Olimpia Soardi Agnelli     |   | …                |          |  |  |       |  |  |                       |  |  |                 |  |
|                            |   | …                | …        |  |  |       |  |  |                       |  |  |                 |  |
|                            |   | …                | …        |  |  |       |  |  |                       |  |  |                 |  |
|                            |   | …                | …        |  |  |       |  |  |                       |  |  |                 |  |
| Francesco Niccolò Gonzaga  |   | …                |          |  |  |       |  |  |                       |  |  |                 |  |
|                            | … | …                |          |  |  |       |  |  |                       |  |  |                 |  |
|                            | … | …                |          |  |  |       |  |  |                       |  |  |                 |  |
|                            | … | …                |          |  |  |       |  |  |                       |  |  |                 |  |
| …                          | … |                  |          |  |  |       |  |  |                       |  |  |                 |  |
|                            |   | …                | …        |  |  |       |  |  |                       |  |  |                 |  |
|                            |   | …                | …        |  |  |       |  |  |                       |  |  |                 |  |
|                            |   | …                | …        |  |  |       |  |  |                       |  |  |                 |  |
| Giulia Isolani             |   | …                |          |  |  |       |  |  |                       |  |  |                 |  |
|                            |   | …                | …        |  |  |       |  |  |                       |  |  |                 |  |
|                            |   | …                | …        |  |  |       |  |  |                       |  |  |                 |  |
|                            |   | …                | …        |  |  |       |  |  |                       |  |  |                 |  |
| …                          |   | …                |          |  |  |       |  |  |                       |  |  |                 |  |
|                            |   | …                | …        |  |  |       |  |  |                       |  |  |                 |  |
|                            |   | …                | …        |  |  |       |  |  |                       |  |  |                 |  |
|                            |   | …                | …        |  |  |       |  |  |                       |  |  |                 |  |
|                            |   | …                |          |  |  |       |  |  |                       |  |  |                 |  |